# Марш на Вашингтон

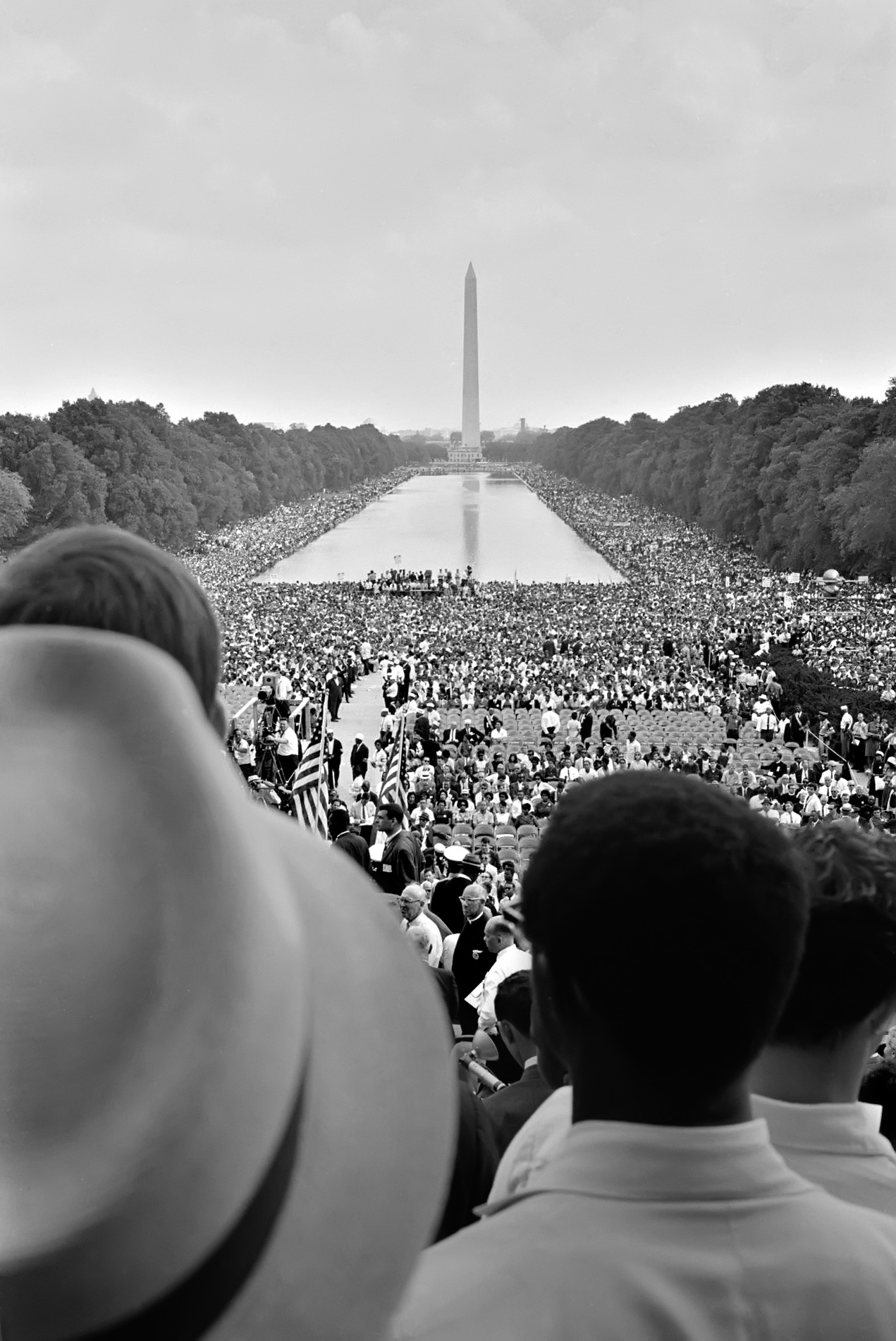
Марш на Вашингтон

«Марш на Вашингтон за робочі місця і свободу» (англ. March on Washington for Jobs and Freedom) — мирна акція протесту, що відбулася у Вашингтоні 28 серпня 1963 року. Від 200 тисяч до 300 тисяч осіб пройшли ходою до меморіалу Лінкольна, де Мартін Лютер Кінг виголосив промову, яка отримала назву «Я маю мрію». Близько 80 % учасників маршу були афроамериканцями і 20 % — білими та представниками інших рас.
Марш був організований правозахисними, робітничими і релігійними організаціями. Він був організований таким чином, щоб представляти, крім афроамериканців, робочий профспілковий рух, а також три релігійні конфесії — протестантів, католиків та юдеїв.
Після маршу влади були змушені прийняти Акт про громадянські права (1964), що забороняв сегрегацію в громадських місцях, і Закон про виборчі права (1965) (1965), що встановлювала рівні права на виборах для афроамериканців.